# Pfäfers
Pfäfers é uma comuna da Suíça, no Cantão São Galo, com cerca de 1.632 habitantes. Estende-se por uma área de 128,53 km², de densidade populacional de 13 hab/km². Confina com as seguintes comunas: Bad Ragaz, Elm (GL), Felsberg (GR), Flims (GR), Haldenstein (GR), Mastrils (GR), Mels, Tamins (GR), Trin (GR), Untervaz (GR).
A língua oficial nesta comuna é o Alemão.